# Starmania
Ne doit pas être confondu avec Starmania (album, 1978).
Pour les articles homonymes, voir Tycoon.
 (19 août 2025).
Motif : Chronologie par année illisible, le chapitrage de l'historique du spectacle est à revoir
Starmania est un opéra-rock franco-québécois composé par Michel Berger sur un livret de Luc Plamondon. Le spectacle est présenté pour la première fois le 10 avril 1979 au palais des congrès de Paris.
La comédie musicale est régulièrement jouée depuis, dans plusieurs versions. Plusieurs chansons qui en sont issues sont devenues des succès, comme Le Blues du businessman ou SOS d'un terrien en détresse.
Ce spectacle a été décliné en allemand en 1991, puis en anglais en 1992 avec une adaptation des paroles par Tim Rice sous le titre Tycoon.

## Introduction
Joué à différents endroits dans le monde, Starmania a fait l’objet de multiples adaptations tant en anglais qu’en français. L’album studio original de 1978 s’est vendu à plus de 2,2 millions d'exemplaires rien qu’en France, se positionnant ainsi à la septième place des meilleures ventes d’albums au niveau national. Starmania est l'un des tout premiers opéras rock francophones entièrement chantés.
Le projet initial de Michel Berger, Angélina Dumas, qui date de 1974, était une réflexion autour du syndrome de Stockholm et de l'histoire de l'enlèvement de Patricia Hearst, qui en 1975 s'est ralliée à la cause de ses ravisseurs. La bande à Baader est aussi une référence de Starmania pour Plamondon et Balavoine,.

## Contexte
Michel Berger est resté insatisfait après l'échec du projet de comédie musicale Angelina Dumas, titre sorti en 1975, mais il est bien conscient que ce genre n'est pas du tout en vogue à cette époque en France. France Gall lui conseille de trouver un auteur capable de traduire la violence qu'il cherche à exprimer, et lui ayant fait écouter Diane Dufresne, il découvre le nom de Luc Plamondon, auteur de ses chansons. Ils se rencontrent à Montréal en novembre 1976, puis travaillent ensemble au printemps 1977.
Selon L'Avenir, Starmania, qui sera joué en 1979, représente une nouveauté, car il s'agit d'un des premiers opéra rock créé originellement en français. Jusqu'alors, ces créations étaient l'apanage des Américains et elles étaient transposées ensuite en français, par exemple Hair, créé en 1967 et dont la version française est jouée en 1969 à Paris avec Julien Clerc et Gérard Lenorman, ou encore Jésus-Christ Superstar, créé en 1971, avec une version française de Pierre Delanoë la même année. D'après La Vie, lorsque Michel Berger songe à créer un opéra rock en 1974, « personne ne croit au succès de ce genre de spectacle en français de ce côté de l'Atlantique », et les créateurs de Starmania rencontrent des difficultés à trouver un producteur pour ce spectacle.

## Synopsis de la version originale (1979)
Dans un futur proche, l’Occident est unifié en un seul État. Beaucoup de gens rêvent, d’une façon ou d’une autre, de « devenir une star ».
À l’approche de l’élection présidentielle, Monopolis, la capitale de l'Occident, est terrorisée par la bande des Étoiles Noires. Le chef de la bande, Johnny Rockfort, agit sous l’emprise de Sadia, une étudiante agitatrice, issue de la haute société, qui est en fait un homme travesti en femme. Dans les souterrains de Monopolis, Marie-Jeanne, serveuse de l’Underground Café,  écoute les bulletins d’information en continu du télévangéliste (présentateur du journal télévisé) Roger Roger sur la chaîne Télé-Capitale. Elle assiste aussi aux préparations d’attentats de Sadia et Johnny.
Au-dessus de ce café souterrain s’élève la tour dorée du milliardaire et ancien militaire Zéro Janvier. Celui-ci annonce sa candidature à l’élection présidentielle et défend un modèle de société sécuritaire, raciste, économiquement libérale et résolument éloignée de toute conception écologiste : le « nouveau monde atomique ». Son principal adversaire, le Gourou Marabout, prône quant à lui un retour à la nature et une plus grande liberté des mœurs.
Sur Télé-Capitale, l’animatrice vedette Cristal présente l’émission Starmania, promettant à des candidats de devenir « la star d’un soir ». Ziggy, un jeune disquaire homosexuel dont Marie-Jeanne est amoureuse, rêve de passer à Starmania et d’accéder à la gloire en tant que premier danseur de rock au monde. L’entendant parler de ses projets, Sadia décide de lui voler la vedette et appelle Cristal pour lui proposer une interview exclusive et clandestine avec Johnny. Cristal et Johnny ont immédiatement un coup de foudre : elle s’enfuit avec lui, alors que la presse croit à un enlèvement. Un désaccord éclate avec Sadia lorsqu’elle décide de pirater la fréquence de Télé-Capitale pendant un débat entre Zéro Janvier et le Gourou Marabout pour revendiquer au monde entier qu’elle est avec Johnny Rockfort : celui-ci prend le parti de Cristal, et Sadia laisse apparaître sa jalousie.
Dans le même temps, Stella Spotlight, actrice de cinéma hypersexualisée et dépressive annonce la fin de sa carrière. Zéro Janvier voit en elle un atout de communication, et lui propose de devenir son égérie politique. Elle apparaît publiquement avec le milliardaire, puis mène une campagne active pour lui. Mais Stella, psychologiquement détruite, prend part à des séances de thérapies de groupe à la limite de l’orgie, organisées par le Gourou Marabout. Zéro la demande alors en mariage. Les noces seront fêtées dans la discothèque située au sommet de la tour dorée, le Naziland.
Cristal est devenue une héroïne populaire. Elle et Johnny, qui est maintenant séparé de Sadia, décident de faire exploser la tour ce soir-là. Ziggy, qui a disparu sans plus donner de nouvelle à Marie-Jeanne, est devenu disc-jockey du Naziland. Sadia apprend l’attentat préparé par les Étoiles noires et, furieuse de jalousie, dénonce Johnny et Cristal à Zéro Janvier. Les hommes armés de Zéro Janvier se mettent à la poursuite des Étoiles noires. Cristal perd la vie au cours de la poursuite, jetée du haut de l’édifice. Pendant que son corps est porté en procession, Marie-Jeanne quitte l’univers souterrain et l’aliénation de son travail.
Peu après ces événements, Zéro Janvier est élu président de l’Occident. Johnny tente de l'assassiner, mais il est abattu par ses hommes de main. La scène finale voit l’esprit de Johnny s’élever vers d’autres cieux, pendant que les Terriens chantent à l’univers leur désespoir vis-à-vis de leur condition.

## Personnages

### Principaux
(chanteurs leaders)
- Marie-Jeanne, la serveuse « automate »
- Johnny Rockfort, le chef de la bande des Étoiles Noires
- Sadia, le « cerveau » des Étoiles Noires
- Cristal, l’animatrice TV
- Ziggy, le disquaire mythomane et androgyne (personnage inspiré par Ziggy Stardust[9])
- Zéro Janvier, l’homme d’affaires politicien
- Stella Spotlight, l’ex-star sex-symbol
- Le Grand Gourou Marabout, adversaire politique de Zéro Janvier (personnage absent des versions des années 1980 et 1990)
- Roger-Roger, le présentateur du journal télévisé

### Secondaires
(souvent choristes et danseurs) 
- Les Étoiles Noires
- La Servante de Stella Spotlight
- L'Homme de main de Zéro Janvier
- Les foules diverses - au bar l'Underground Café, au Naziland, sur l'émission Starmania, dans l'orgie du grand gourou marabout, lors des meetings politiques ou encore dans la rue

La première version scénique de 1979 avait d'autres personnages comme « la speakerine de Télé Capitale » ou encore les parents de Cristal. Ils disparaissent définitivement des versions ultérieures.
Dans la version studio enregistrée avant la création du spectacle, figurait une chanson intitulée Air de l’extraterrestre. Elle faisait apparaître un personnage supplémentaire, observant la vanité humaine, mais qui n’est apparu dans aucune des versions du spectacle (excepté celle présentée au Québec en 1980). Toutefois, la chanson finale de la version scénique de 1979 reprend des airs de cette chanson, notamment le refrain, aux paroles identiques interprétées par les « terriens », et le couplet interprété par le personnage de Johnny Rockfort, dont les paroles sont adaptées au contexte de la fin de l’intrigue. L’Air de l’extraterrestre et la chanson finale sont reprises dans la version studio québécoise, mais disparaissent des suivantes[réf. souhaitée].

### Détail des personnages

#### Cristal
Le personnage de Cristal est inspiré du destin de Patricia Campbell Hearst,. Petite-fille du magnat de la presse américain William Randolph Hearst (dont la vie servit de base au film d'Orson Welles Citizen Kane et plus tard de David Fincher Mank), cette jeune étudiante de l'université de Berkeley est enlevée par l'Armée de libération symbionaise (ALS) qui exige que la famille Hearst distribue pour 70 dollars de vivres à chacun des « économiquement faibles » de Californie, ce qui représente une somme de 6 millions de dollars.
Pendant sa séquestration, alors qu'elle a subi des sévices de la part de ses ravisseurs, Patricia Campbell Hearst est gagnée par le syndrome de Stockholm. Elle prend le pseudonyme de Tania et se met à lutter au sein de l'ALS.
De la même manière, Cristal, l'animatrice vedette de Télé Capitale, présentatrice de l'émission Starmania, va rejoindre le groupe terroriste des Étoiles Noires, adhérer à leur cause et finalement proposer de faire exploser la Tour Dorée de Zéro Janvier. Elle passe peu à peu d'une vision superficielle de l'existence (« vous serez peut-être / Ma star d'un soir ») à une vision nihiliste (« On les f'rait tous danser / Au milieu du brasier » ; réplique de la version 1988 et non de la version 1979 mais qui appuie nettement l'évolution du personnage)[réf. nécessaire].

## Numéros musicaux

### Version originale[13]

#### ActeI
- Ouverture (instrumental)
- Il se passe quelque chose à Monopolis (la speakerine, l'évangéliste)
- Quand on arrive en ville (Johnny Rockfort, Sadia)
- Communiqué de l'évangéliste (la speakerine, l'évangéliste, Marie-Jeanne, Zéro Janvier)
- Travesti (Sadia)
- Banlieue nord (Marie-Jeanne, Johnny Rockfort)
- Sadia et Johnny (Sadia, Johnny Rockfort)
- La Serveuse et les Clients (Marie-Jeanne, troupe)
- Complainte de la serveuse automate (Marie-Jeanne)
- Le Blues du businessman (Zéro Janvier, Cristal, Marie-Jeanne, troupe)
- Communiqué de l'évangéliste (l'évangéliste)
- Starmania-Starmania (la speakerine, Cristal, troupe)
- Un garçon pas comme les autres (Marie-Jeanne)
- Voulez-vous jouer avec moi ? (Cristal)
- La Chanson de Ziggy (Ziggy)
- Le Coup de téléphone (Sadia, Johnny Rockfort, Cristal, Marie-Jeanne)
- Interview de Johnny Rockfort (Cristal, Johnny Rockfort)
- Un enfant de la pollution (Johnny Rockfort)
- Coup de foudre (Cristal, Johnny Rockfort)
- Communiqué de l'évangéliste (l'évangéliste)
- Le Meeting de Zéro Janvier (Zéro Janvier)
- Le Bulletin spécial de Télé Capitale (la speakerine, Marie-Jeanne)
- Besoin d'amour (Cristal, Johnny Rockfort)

#### ActeII
- La Procession du grand gourou / Paranoïa (le grand gourou, troupe)
- Communiqué de l'évangéliste (l'évangéliste, le grand gourou, troupe)
- Marie-Jeanne et les clients du café (Marie-Jeanne, Ziggy, troupe)
- Les Adieux d’un sex-symbol (Stella Spotlight)
- Le Télégramme de Zéro à Stella (Stella Spotlight, Zéro Janvier)
- Communiqué de l'évangéliste (l'évangéliste, Marie-Jeanne)
- Trio de la jalousie (Je suis avec Johnny Rockfort) (Sadia, Cristal, Johnny Rockfort, troupe)
- SOS d'un terrien en détresse (Johnny Rockfort)
- Jingle de Stella (Si vous voulez un homme nouveau) (Stella Spotlight, Zéro Janvier, troupe)
- Le Débat télévisé (l'évangéliste, Zéro Janvier, le grand gourou, Cristal, Marie-Jeanne, troupe)
- Sex shops, cinémas pornos (Stella Spotlight)
- Les Parents de Cristal (On était des vieux si heureux) (l'évangéliste, les parents de Cristal)
- Quand on n’a plus rien à perdre (Johnny Rockfort, Cristal)
- L'Adieu de Marie-Jeanne à Ziggy (Marie-Jeanne)
- Les Uns contre les autres (Marie-Jeanne, Ziggy)
- La Demande de Zéro à Stella (Zéro Janvier, Stella Spotlight)
- Ego Trip (Stella Spotlight, Zéro Janvier)
- Communiqué de l'évangéliste (l'évangéliste)
- Petite musique terrienne (Marie-Jeanne)
- Monopolis (Cristal)
- Communiqué de l'évangéliste (l'évangéliste)
- Disc-jockey’s song (Ziggy)
- Ce soir on danse à Naziland (Sadia, Zéro Janvier)
- Tango de l'amour et de la mort (Stella Spotlight, Sadia)
- Ce soir on danse à Naziland (suite) (Sadia)
- Victoire électorale (Stella Spotlight, Zéro Janvier)
- Le Rêve de Stella Spotlight (Stella Spotlight)
- Le monde est stone (Marie-Jeanne)
- Final (troupe)

### Version anglaise[14]
- Overture (instrumental)
- A Little Damage Done (Quand on arrive en ville) - par Matt Goss & Luke Goss
- You Get What You Deserve (Travesti) - par Nina Hagen
- Working Girl (La Complainte de la serveuse automate) - par Kim Carnes
- I Would Love To Change The World The Businessman’s Blues (Le Blues du businessman) - par Tom Jones
- Ziggy (Un garçon pas comme les autres) - par Céline Dion
- Pollution Child (Un enfant de la pollution) - par Kevin Robinson
- Nobody Chooses (Banlieue Nord) - par Willy DeVille
- Farewell To A Sex Symbol (Les Adieux d’un sex-symbol) - par Ronnie Spector
- Ego Trip - par Peter Kingsbery
- You Have To Learn To Live Alone (Les Uns contre les autres) - par Cyndi Lauper
- Tonight We Dance Extravagance! (Ce soir on danse au Naziland) - par Céline Dion
- Only the Very Best (SOS d’un terrien en détresse) - Peter Kingsbery
- The World Is Stone (Le monde est stone)[14] - par Cyndi Lauper

## Chronologie

### 1978
Le premier album, intitulé Starmania, ou la passion de Johnny Rockfort selon les évangiles télévisés, est enregistré en studio mi-78 et mis en vente en octobre, sous la forme d'un double album vinyle (pochette bleue), suivi d'une édition simple (pochette rose, comprenant une version ré-enregistrée du titre Paranoïa). La critique, plutôt tiède, reproche l’absence de cohésion et de consistance dans la narration, et espère que le spectacle « sera éventuellement le révélateur de ces petits bouts de musique jusqu'ici dénués d'envergure. » Longtemps, les détracteurs de Starmania diront qu'il s'agit d'une œuvre « mièvre », « ridicule ». Au début, les ventes ne décollent pas. Les compositeurs ont alors l'idée d’ajouter deux titres interprétés par deux stars du moment : la québécoise Diane Dufresne et la française France Gall. Un passage télé est également organisé. La réédition du double album comportant le single Besoin d'amour interprété par France Gall connaît très rapidement le succès,,.
Les interprètes sont :
- Daniel Balavoine : Johnny Rockfort
- Claude Dubois : Zéro Janvier
- Diane Dufresne : Stella Spotlight
- Éric Estève : Ziggy
- France Gall : Cristal
- René Joly : Roger-Roger, l'évangéliste
- Fabienne Thibeault : Marie-Jeanne, la serveuse automate
- Nanette Workman : Sadia

Il existe un enregistrement vidéo d’une émission télé où Luc Plamondon et Michel Berger présentent ce qui va devenir Starmania.

### 1979
Création mondiale de Starmania. La mise-en-scène de l'opéra-rock est confiée au metteur-en-scène américain Tom O'Horgan, qui avait dirigé les créations scéniques de Hair et Jesus Christ Superstar, mais qui ne s'exprime pas en français et ne connait pas les artistes de la distribution.
Le spectacle est présenté à partir du 10 avril pendant un mois au Palais des congrès de Paris avec 40 chanteurs, danseurs, musiciens et choristes évoluant dans une mise en scène « à l’américaine » : audiovisuel Akai (3 écrans géants, 60 téléviseurs), affichage électronique, un laser et une scène inclinée s’ouvrant lors des actions à l’Underground Café et à la discothèque géante Naziland. Son succès est controversé dans la presse,. Il n'existe pas de version intégrale filmée de ce spectacle mais seulement son enregistrement audio disponible sous la forme d'un album : Starmania, le spectacle (live).
D'après Paris Match, le spectacle fait salle comble et, selon Le Monde, le spectacle est un « franc succès », même s'il ne reste à l'affiche que quatre semaines, ce qui provoque la frustration des créateurs, Berger et Plamondon.
Distribution
- Daniel Balavoine : Johnny Rockfort
- Étienne Chicot : Zéro Janvier
- Diane Dufresne (doublure : Lydia Verkine) : Stella Spotlight
- France Gall (doublure : Florence Davis) : Cristal
- René Joly : Roger-Roger, l’évangéliste
- Roddy Julienne : le gourou
- Grégory Ken : Ziggy
- Fabienne Thibeault (doublure : Violette Vial) : Marie-Jeanne
- Violette Vial : la speakerine
- Nanette Workman (doublure : Françoise Ney) : Sadia

Production
- Producteur : Roland Hubert[23]
- Mise en scène : Tom O'Horgan
- Collaboration artistique : Francis Morane
- Direction musicale : Michel Bernholc
- Chorégraphie : Serge Gubelmann[24]
- Décors : Bill Stabile
- Costumes : Randy Barcelo (en collaboration avec Jean-Pierre Clech)
- Lumières : John McLain[25]
- Son : Abe Jacob

Il n’existe aucun enregistrement vidéo complet de ce spectacle.

### 1980-1981
Création québécoise de Starmania. Le spectacle est joué à la Comédie Nationale (Station C) de Montréal (Québec) dans une mise en scène d’Olivier Reichenbach avec, comme interprètes :
Distribution
- Gilles Valiquette : Roger-Roger
- Robert Leroux : Johnny Rockfort
- Louise Forestier : Marie-Jeanne
- Sylvie Boucher : Sadia
- Michel McLean : Zéro Janvier
- Martine St-Clair : Cristal
- Jacques Blais : Ziggy
- France Castel : Stella Spotlight
- Francis Martin : l’extra-terrestre

Production
- Producteurs : Yves Blais et Percival Broomfield
- Mise en scène : Olivier Reichenbach
- Direction musicale : Jimmy Tanaka
- Chorégraphie : Ceil Gruessing
- Décors : Claude Girard
- Éclairage : Michel Beaulieu

Cette première production entièrement québécoise de Starmania diffère de la version parisienne par bien des aspects. Le spectacle est présenté à la Comédie Nationale, une salle de 500 places, alors que le Palais des Congrès pouvait accueillir 4000 spectateurs. La mise-en-scène est confiée à Olivier Reichenbach, qui est d'abord un homme de théâtre et non un spécialiste de comédies musicales.
Par ailleurs, cette version élimine les personnages du « Gourou marabout » et de la « speakerine ». En conséquence, les pièces de la version originale Paranoïa et Le débat télévisé sont retirées du livret, de même que la chanson Un enfant de la pollution. De plus, les interventions de la « speakerine » de la version originale sont maintenant interprétées par Roger-Roger. Un personnage d'extraterrestre y fait son apparition à la fin du spectacle. Les autres chansons ont été réorganisées dans un ordre plus dramatique, similaire à ce qui sera présenté dans les versions subséquentes.
L'accueil critique est nettement favorable. Dans Le Devoir, Nathalie Petrowski, qui n'avait pas vraiment apprécié le spectacle parisien, déclare que « les «starmaniaques» peuvent dormir en paix » car la nouvelle production est « une réussite complète ». Pierre Beaulieu, dans La Presse, parle d'un spectacle « intense, concis , agréable à voir et à entendre ». Jacques Samson, du Soleil, juge que Reichenbach « a su donner à l’œuvre le rythme nécessaire » et « a tiré le maximum de chaque comédien-chanteur ».

### 1986-1987
Première reprise québécoise de Starmania et première version de l'œuvre dans laquelle on ne retrouve aucune vedette établie.
Le spectacle est lancé au Festival de Lanaudière à Joliette durant l'été 1986 dans une mise en scène de Claude Girard avec, comme interprètes :
- Marc Gabriel : Roger-Roger
- Norman Groulx : Johnny Rockfort
- Marie Carmen : Marie-Jeanne
- Maude Grenier : Sadia
- Richard Groulx : Zéro Janvier
- Anne Bisson : Cristal
- Jean Leloup : Ziggy
- Marie Denise Pelletier : Stella Spotlight

Au moment où cette reprise a lieu, Starmania est devenue une valeur sûre et certaines chansons ont atteint le statut de classiques.
Claude Girard, surtout connu comme scénographe d'opéra, propose une production conçue pour la tournée et dont la mise-en-scène est moins ambitieuse que celles de O'Horgan et Reichenbach.
Cette version reprend le livret de la version de 1980, en y ajoutant Un enfant de la pollution. Le personnage de l'extraterrestre est abandonné. En fait, il est révélé à la fin du spectacle que Roger-Roger est un extraterrestre.
La première du spectacle a lieu le 8 août au CÉGEP de Joliette, dans le cadre du festival de Lanaudière. Par la suite, le spectacle se promène dans plusieurs villes (Sherbrooke, Ottawa, Québec, Trois-Rivières), avant de se conclure à Montréal en février 1987.

### 1988-1989
Première reprise française de Starmania coïncidant avec le dixième anniversaire de l'œuvre, cette production marque les retrouvailles professionnelles entre Berger et Plamondon, qui n'avaient pas retravaillé ensemble depuis la création de l'opéra-rock. Ce sont en effet Michel Berger et Luc Plamondon qui mettent en scène cette nouvelle version de Starmania, gommant l'aspect BD et naïf du Starmania de 1979.
Le spectacle est joué au théâtre de Paris puis au théâtre Marigny avec, comme interprètes :
- Maurane puis Réjane Perry : Marie-Jeanne
- Sabrina Lory : Stella Spotlight
- Norman Groulx puis Renaud Hantson : Johnny Rockfort
- Renaud Hantson puis Solal : Ziggy
- Martine St-Clair puis Nathalie Lermitte : Cristal
- Wenta puis Bruna Giraldi : Sadia
- Richard Groulx en alternance avec Claude Dubois puis Michel Pascal : Zéro Janvier
- Luc Laffite puis Jean-Jacques Fauthoux : Roger-Roger

Le spectacle est d'abord présenté au Théâtre de Paris (1 100 spectateurs) à partir du 16 septembre 1988. L'écho critique est globalement favorable.
Dans Le Monde, Claude Fléouter écrit que le spectacle « rassemble à nouveau une foule de jeunes prometteurs ». Il ajoute : « tel qu’il se présente au Théâtre de Paris, l’opéra-rock n’accuse pendant deux heures aucune ride : mélodies nerveuses, texte simple, aux résonances actuelles ». De son côté, Jean-Luc Wachthausen, du journal Le Figaro, déclare « de cette reprise, à priori sans surprise et sans tête d'affiche, Luc Plamondon et Michel Berger ont fait aujourd’hui une création pleine de vie, de charme ».
Le spectacle sera un réel succès populaire. Alors qu'elle devait initialement se terminer à la fin de 1988, la production déménage au Théâtre Marigny au début de 1989 et se poursuit encore plusieurs mois.
Diffusion à la télévision sur La Cinq (partenaire du spectacle), le 1er janvier 1991,. Rediffusion le 21 juin 1991 à l'occasion de la Fête de la musique.

### 1990
Le spectacle est présenté à travers toute la France ainsi qu’à Moscou et à Saint-Pétersbourg en langue française, une tournée qualifiée d'« énorme » par le journal Le Monde.

### 1991
Starmania est présenté en allemand au Théâtre Aalto (opéra d’Essen), dans une mise en scène de Jurgen Schwalbe. La longueur des phrases en allemand étant contraignante par rapport au tempo des chansons, la musique, sur le modèle de la version 1988, est arrangée par Achim Gieseler.
Distribution
- Cristal : Annika Bruhns
- Roger-Roger : Carlo Lauber
- Johnny Rockfort : Paul Kribbe
- Sadia : Gundula
- Marie-Jeanne : Andrea Weiss
- Ziggy : Uwe Kröger
- Zéro Janvier : Erwin Bruhn
- Stella Spotlight : Oona/Pamela Falcon

### 1992
Tycoon est l’adaptation en anglais par Tim Rice de Starmania, jamais montée en territoire anglophone, mais jouée au théâtre Mogador par la troupe française tous les vendredis soirs de la saison 1993-1994 de Starmania. Les titres Only The Very Best (adaptation de SOS d'un terrien en détresse) et The World Is Stone (Le monde est stone), respectivement chantés par Peter Kingsbery et Cyndi Lauper, sont des succès mondiaux.
Cette version a donné lieu à la sortie de l’album-concept[Quoi ?] Tycoon.
Les interprètes d'origine sont :
- Kim Carnes
- Willy DeVille
- Céline Dion
- Luke Goss
- Matt Goss
- Nina Hagen
- Tom Jones
- Peter Kingsbery
- Cyndi Lauper
- Kevin Robinson
- Ronnie Spector

En 1997, l'album est rebaptisé Starmania, version anglaise.

### 1993
Le 1er octobre 1993, une nouvelle version de Starmania, la troisième en France, est créée au théâtre Mogador, mise en scène par Lewis Furey avec des costumes de Philippe Guillotel (cérémonies d’ouverture et de clôture des Jeux olympiques d’Albertville).
Un album studio est édité en 1994. À la scène, ses interprètes sont :
- Marie-Jeanne : Luce Dufault (de 1993 à 1995), Isabelle Boulay (de 1995 à 1997), Joane Labelle (de 1998 à 1999) et Lulu Hugues (de 1999 à 2001).
- Zéro Janvier : Michel Pascal (de 1993 à 1997 puis en 2000/2001), Richard Groulx (de 1997 à 1999) et Martin Fontaine (en 1999/2000).
- Johnny Rockfort : Bruno Pelletier (de 1993 à 1995), Norman Groulx (de 1995 à 1999) et Frank Sherbourne (de 1999 à 2001).
- Sadia : Jasmine Roy (de 1993 à 1996), Marie Carmen (en 1996), Véronique Béliveau (tournée printemps 1997), et Corrinne Perran dite Kwin (de 1997 à 2001).
- Cristal : Judith Bérard (de 1993 à 1996) et Edith Fortin (de 1996 à 2001).
- Ziggy : Frank Sherbourne (de 1993 à 1999), Andy Cocq (de 1999 à 2001).
- Stella Spotlight : Patsy Gallant (de 1993 à 2001).
- Alternance masculine : Norman Groulx (de 1993 à 1994), Bruno Pelletier (en 1994/1995), Jean Ravel (de 1995 à 1999) et Éric Melville (de 1999 à 2001).
- Alternance féminine : Sabrina Lory (de 1993 à 1996 puis en 2000/2001) et Jasmine Roy (de 1996 à 2000).

Ces mêmes interprètes joueront en alternance les versions française et anglaise sur la scène du théâtre Mogador. Interprétée tous les vendredis soirs à la rentrée 1993, la version anglaise ne restera cependant que quelques semaines à l’affiche, afin de servir de « vitrine » pour d'éventuelles productions à l'étranger. C’est Muriel Robin qui prête sa voix à Roger-Roger, et Tim Rice pour les représentations anglophones.

### 1993-2001
- Entre 1993 et 2001, la version scénique de Lewis Furey a été montée plusieurs fois dans des lieux différents (théâtre Mogador, Palais des congrès de Paris, Palais des sports de Paris, Casino de Paris). La mise en scène de Lewis Furey connaît une modification pour la tournée de 2001, avec des décors minimalistes et des costumes différents. Roger-Roger est supprimé et ce sont les personnages qui reprennent les parties du robot-présentateur.
- Le 26 octobre 1995, cette production fête sa 500e représentation et son millionième spectateur.

Le vendredi 5 mai 1995 la comédie vient à la Halle de Martigues.
- En 1996 puis 1997, cette version reçoit une Victoire de la musique pour le spectacle ayant attiré le plus grand nombre de spectateurs. La troupe triomphe également au théâtre Mogador et au Canada.
- En 1997, cette version fut vue et applaudie par plus de 3,5 millions de spectateurs.
- Deux saisons ont été exclusivement parisiennes (saison 1993/1994 au théâtre Mogador, saison 1998/1999 et 1999/2000 au Casino de Paris), et en 2000/2001, le spectacle a été joué uniquement en tournée. Les autres saisons, le spectacle a d’abord été joué à Paris (généralement d’octobre à janvier) avant de faire l’objet d’une tournée (de février à juin).
- En 1998, cette version du spectacle fait l’objet d’un nouveau CD Live pour le 20e anniversaire de Starmania.

### 2004
En novembre 2004, le 25e anniversaire de Starmania est souligné par une adaptation symphonique présentée en version concert à la salle Wilfrid-Pelletier de la Place des Arts à Montréal. L'Orchestre symphonique de Montréal, sous la direction de Jacques Lacombe, fait entendre l'orchestration de Simon Leclerc avec Marie-Josée Lord, Marc Hervieux, Lyne Fortin, Gino Quilico, Raphaëlle Paquette, Dominique Côté et Renée Lapointe. Ce concert servira de point de départ à l’élaboration de la version opéra. En janvier 2005, cette version est présentée à Paris avec un orchestre et un chœur français, ainsi qu’un chef d'orchestre et des solistes québécois.

### 2005
Dix représentations du concert sont données au Palais des Congrès de Paris avec des musiciens de l’Orchestre de l’Opéra de Paris, dirigés par Simon Leclerc.
Le Festival d’été de Québec en fait son ouverture sur les Plaines d’Abraham devant 50 000 personnes avec l’Orchestre symphonique de Québec.

### 2006
L’Orchestre du Centre national des Arts d'Ottawa reprend le concert avec la même troupe.

### 2007
Toute la troupe s’envole vers l'Asie pour chanter trois soirs avec le Philharmonique de Séoul. Le public coréen suit les surtitres en écoutant les chansons.

### 2008
La troupe antillaise Haïti en scène, qui joue le spectacle depuis 2006, est conviée à interpréter sa version de Starmania à Montréal. La mise en scène est assurée par Bertrand Labarre. La direction musicale revient à Joël Widmaier et Raoul Denis Jr. Ces derniers remanient la trame musicale en mettant l'accent sur les rythmes haïtiens et caribéens, usent des tambours et introduisent le créole dans les paroles. Les chorégraphies sont signées Jean René Delsoin, également directeur de casting. Les interprètes, douze chanteurs, six musiciens et sept danseurs, jouent devant le public québécois en mars 2008,.
Le casting comprend :
- Cristal : Willène Guerismé
- Johnny Rockfort : Ralph Jean-Baptiste
- Sadia : Nadège Dugravil
- Marie-Jeanne : Sophonie Louisius
- Ziggy : Getro Joseph
- Zéro Janvier : Evency Dorzelma
- Stella Spotlight : Élisabeth Pierre

Cette production est notamment soutenue par Michaëlle Jean, Luc Plamondon et Luck Mervil. Elle remporte des retours élogieux. Ainsi, selon Marie-Christine Blais du journal La Presse, « il y a une énergie peu commune dans cette version mi-créole, mi-française, des arrangements qui actualisent et « caraïbisent » de façon tout à fait pertinente la partition de Berger ». Point de vue favorable aussi de la part d'Isabelle Paré, du Devoir, selon qui « si les costumes et les chorégraphies trahissent le peu de moyens de la production, plusieurs interprètes offrent des prestations percutantes ».
Première mondiale de Starmania opéra au Grand Théâtre de Québec dans la saison régulière de l’Opéra de Québec et à l’occasion du 400e anniversaire de la Ville de Québec. Un total de dix représentations seront données en mai et juillet, un record dans l'histoire de l'Opéra de Québec. Les interprètes sont : Marie-Josée Lord (Marie-Jeanne), Étienne Dupuis (Johnny Rockfort), Marc Hervieux (Zéro Janvier), Lyne Fortin (S. Spotlight), Raphaëlle Paquette (Cristal), Pascal Charbonneau (Ziggy), Krista de Silva (Sadia), James Hyndman (Roger Roger).

### 2009
Le 24 avril 2009, France 2 diffuse une émission consacrée aux trente ans de Starmania, présentée par France Gall, parcourant tous les plus grands tubes de l’opéra rock, interprétés par des chanteurs de la nouvelle génération (Christophe Willem, Amel Bent, Julien Doré, Amandine Bourgeois, Nolwenn Leroy, Jenifer, Grégoire, Pauline, la troupe de la comédie musicale Mozart), mais aussi des chanteuses confirmées (Lara Fabian, Catherine Ringer) ainsi que des chanteurs qui ont participé aux spectacles de 1979 (Diane Dufresne) et 1988 (Maurane, Renaud Hantson) ou à la version anglaise en studio (Peter Kingsbery). Starmania opéra revient à l'affiche lors de six représentations à l'Opéra de Montréal, qui était coproducteur avec l'Opéra de Québec dans l'aventure de la version lyrique l'année précédente. Le succès ne se dément pas.

### 2016
Reprise de la production de 2008 au 6e Festival d'opéra de Québec, avec la même distribution qui avait fait son succès en 2008 : Marie-Josée Lord, Marc Hervieux, Lyne Fortin, Étienne Dupuis, Raphaëlle Paquette, Pascal Charbonneau et Krista de Silva.

### 2018
- 16 octobre : 40e anniversaire de la sortie du double vinyle.

### 2019
- 10 avril : 40e anniversaire de la première représentation de l'œuvre au palais des Congrès de Paris.

### 2022-2024

#### Production
Initialement prévue le 6 octobre 2020 à La Seine musicale à Boulogne-Billancourt, l'ouverture des représentations est reportée à plusieurs reprises à cause de la pandémie de Covid-19 en France,. La tournée, encore en rodage, débute le 7 octobre 2022 à Nice. La tournée a des dates supplémentaires en France pendant l'année 2023 et 2024,, de même qu'une tournée au Québec en 2024.
Les Échos note la difficile gestation d'une comédie musicale et l'énorme pari pour Fimalac, en raison des coûts de production ayant explosé pendant la pandémie de Covid-19 et l'invasion de l'Ukraine par la Russie en 2022.
- Producteur : Thierry Suc pour TS3
- Mise en scène : Thomas Jolly et Samy Zerrouki
- Collaboration artistique : Raphaël Hamburger et Bruck Dawit (en)
- Direction musicale : Victor Le Masne
- Chorégraphie : Sidi Larbi Cherkaoui, Kevin Vivès et Josépha Madoki
- Scénographie : Nathalie Favre
- Photographie : Jean-Baptiste Mondino
- Costumes : Nicolas Ghesquière pour Louis Vuitton
- Création maquillage et coiffures : Caroline Bitu, Marine Fouillet et Nicolas Cueff
- Communication visuelle : M/M Paris

#### Distribution
Certains chanteurs font partie de l'ensemble (Étoiles noires, figurants…) lorsqu'ils ne remplacent pas les artistes titulaires :
- Lilya Adad en alternance avec Gabrielle Lapointe (doublure : Sacha Brun) : Cristal ;
- Côme puis William Cloutier en 2024 (doublure : Redgee) : Johnny Rockfort ;
- Miriam Baghdassarian (doublure : Ambriel) : Sadia ;
- Alex Montembault puis Heidi Jutras (doublure : Louise Charbonnel) : Marie-Jeanne ;
- David Latulippe (doublure : Aurel Fabregues) : Zéro Janvier ;
- Adrien Fruit (doublure : Nicolas Dorian) : Ziggy ;
- Maag (doublure : Jeanne Jerosme): Stella Spotlight ;
- Simon Geoffroy en alternance avec Malaika Lacy : Gourou Marabout ;
- Thomas Jolly : L'intelligence artificielle Roger-Roger ;
- Alice NGuyen et Max Carpentier : Ensemble et rôles secondaires divers (assistants de Zéro, Étoiles Noires...) ;
- Jeanne Jerosme (doublures : Alice NGuyen / Gabrielle Lapointe) : Bonne de Stella Spotlight ;
- Aurel Fabrègues (doublures : David Latulippe, Yoan Grosjean, Samy Zerrouki-Recroix) : Agent secret de Zéro Janvier.

Le casting est composé entre autres de plusieurs interprètes issus de l'émission The Voice : La Plus Belle Voix en France ou au Québec (Lilya Addad, Alex Montembault, Côme, Manet-Miriam Baghdassarian, Adrien Fruit, Malaïka Lacy, Ambriel, Alice Nguyen Louise Charbonnel, Aurel Fabregues, David Latulippe, Maag). Raphaël Hamburger a réalisé le casting avec Victor le Masne, qui rappelle, que l'émission Starmania, sur Télé Capitale, est un télé crochet diffusé sur une chaîne d'Information en continu.
Une troupe d'une douzaine de danseurs professionnels accompagne les comédiens-chanteurs sur scène et intervient dans plusieurs tableaux (habitants de Monopolis, Étoiles Noires et leurs victimes, porte-drapeaux du meeting de Zéro Janvier, participants aux orgies du Gourou Marabout, invités du Naziland) : 
Danseuses : 
- Sorna Condevaux Ndoye
- Nathalia Meneses Gonzales
- Christelle Khamis
- Sephora Kibebe

Précédemment : Stencia Yambogaza, Hajiba Fahmy, Nadège Bergé, Sarah Nait Hamoud, Jade Gaumet.
Danseurs : 
- Matys Kaïbo
- Jade Bayonne
- Yoan Grosjean
- Julien Djiele
- Lucas Siffert

Précédemment : Andrea Bou Othman, Isaies Santamaria Perez, Jocelyn Laurent, Raffaello Vieriu, Romain Franco (dit Sparrow di Franco), Louis George, Brice Larrieu (dit Skorpion).

#### Critiques

##### Critiques positives
Radio France salue une mise en scène entre futurisme russe, Metropolis de Fritz Lang et Le Projet Blair Witch, de Daniel Myrick et Eduardo Sanchez, un « travail haute couture tout en finesse », qui bouscule cependant les convictions.
Le Parisien se montre également plutôt laudateur lors de son reportage dans les coulisses. Par la suite, la critique du journal sera très élogieuse, séduite par cette version « ultra-spectaculaire, tout à la fois fidèle et moderne ».
Var Matin oppose la mise en scène gentillette d'origine à l'ultra-violence d'un film comme Orange mécanique de Stanley Kubrick.
Le Point loue les interprétations de Côme (« le successeur de Balavoine navigue dans les octaves avec une facilité déconcertante »), Alex Montembault (« une profondeur douce et remarquable ») et Maag (« une des présences les plus tragiques de la production »), un trio au service d'« une version épurée et actualisée, [...] totalement transgénérationnelle ».
Malgré une légère réserve sur la direction des acteurs-chanteurs, Les Échos est emballé par la proposition : « la force de Starmania est surtout dans ces chansons, inscrites dans la mémoire collective. Accompagnée de six musiciens en live, la distribution met en avant de jeunes talents comme Côme (Johnny Rockfort) ou Alex Montembault (Marie-Jeanne, l'attachante serveuse de l'Underground Café). [...] Le futur imaginé par Berger et Plamondon il y a quarante-cinq ans n'était pas très optimiste. Il ne l'est pas plus aujourd'hui. Mais Starmania, le temps d'une soirée, nous aura fait croire qu'il pouvait au moins se chanter ».
Télérama est également dithyrambique, saluant « un spectacle éblouissant et vénéneux [...], [d'une] mise en scène étourdissante, tout en lumières et virtuosité » qui « éblouit littéralement ».
Atlantico consacre un long article élogieux au spectacle : « Ce qui peut vous frapper, c'est l'actualité du thème de Starmania : excès de l'ultra libéralisme, pression écologique, dérive des sectes, violences de rues, pouvoir de la télévision et désillusion du monde... [...] Il y a cette scène hypnotisante de la destruction de l'immeuble de Zéro Janvier - au sommet duquel est perchée la boîte de nuit le Naziland, qui évoquera à beaucoup de spectateurs l'effondrement des tours du World Trade Center un certain 11 septembre 2001 ; dans une atmosphère saturée de poussière, avec une pluie de débris de papier comme décors de la chanson Le monde est stone. Il y a enfin, la mise en lumière de la scène, vraiment remarquable : forte, omniprésente, inventive. Sous réserve de l'avis des fans de concerts d’électro, elle compose de façon très innovante les ambiances et les décors. [...] Armes brandies, lynchages en direct, décors aux éclats de lumière, la tonalité de ce spectacle est sombre : miroir de nos années marquées par le terrorisme et le réveil des dictatures ? ».

##### Critiques négatives
Vanity Fair trouve le son trop fort et déconseille le décor aux photosensibles.
Marianne pense que les costumes de Nicolas Ghesquière « ne racontent rien » et que la dimension politique est « gommée au profit des histoires de cœur » et « formatée pour la génération Instagram ».

##### Critiques mitigées
Paris Match, après avoir assisté à la première avant-première, salue certains aspects et souligne certains manquements : « Hier soir à Nice, on n’a pas su sur quel pied danser. Sceptiques face à un show daté pour finalement tomber totalement sous le charme d’une mise en scène moderne et inventive qui restera, c’est certain, dans les mémoires ».
Le Figaro juge que « l’Opéra rock renaît avec un casting réussi et des tubes intergénérationnels », mais ressent « une certaine froideur et un manque de projection vocale », trop de « basses slapées » et d’arrangements « balourds » à la sauce « funk rock façon années 1990 », des chansons qui ont mal vieilli, une première partie froide et lente et un second acte pétaradant. La raison est que les producteurs Aurélien Binder et Thierry Suc ont eu tellement d'ennuis qu'ils ne peuvent se permettre qu’un succès. Sans Marc Ladreit de Lacharrière, la superproduction aurait été abandonnée, tant la malédiction la suit : « Entre l’inflation et la crise énergétique, notre point d’équilibre est de plus en plus haut ».
Le New York Times titre que « la France applaudit une comédie musicale qu'elle aime mais qu'elle n'a pas regardée » et considère que « mis à part la facture d'électricité exorbitante », la mise en scène « impressionne au début », mais « offre des rendements décroissants au cours du spectacle de trois heures », une production « qui n'est peut-être pas subtile », mais est suffisamment générique et spectaculaire pour faire de la place aux nouveaux arrivants ainsi qu'aux membres du public qui ont grandi avec Starmania.
Le Masque et la plume salue largement la qualité du spectacle mais critique également un « récit trop compliqué » et des voix « pas suffisamment à la hauteur des créateurs ».
Numéro salue le succès du spectacle qui a accueilli 300 000 spectateurs mais déplore « un casting inégal dont les chanteurs choisis pour ce nouveau Starmania sont en effet loin d'être aussi talentueux et passionnants que les interprètes de la toute première version de l'opéra rock. Des éléments architecturés sombres, un fond noir, des jeux de lumière frénétiques (il ne faut pas être épileptique), des projecteurs entamant une danse, une voiture couverte de graffiti ».

### 2024
Courant 2024, une vingtaine de chanteurs se réunissent pour fêter les 45 ans de Starmania : la troupe du revival de 2022, Claude Dubois, Fabienne Thibeault, Bruno Pelletier, Isabelle Boulay, Jenifer, Peter Kingsbery, Daniel Lavoie, Pierre Lapointe, Garou, Patrick Bruel, Véronic Dicaire, Diane Tell, Vincent Niclo, Shy’m, Anne Sila, Élodie Frégé, Hélène Ségara, Michaël Gregorio et Santa. Un orchestre et des danseurs sont également présents. Le concert se tient le 23 août à l’Agora du port de Québec avant d'être diffusé à l'hiver 2024 par Radio-Canada et France Télévisions.

## Projet de film
En 2010, c'est au journal La Charente libre que Luc Plamondon annonce l'adaptation cinématographique de Starmania et dans un format 3D. Il aurait trouvé des producteurs prêts à investir dans le projet. Ni la liste des comédiens, ni les dates de tournage ou de sortie ne sont connues.
Le 12 novembre 2013, lors d'une interview relative au montage du spectacle en version concert par une troupe amateur, Luc Plamondon confirme la préparation d'un film : « Aujourd'hui, on n'a plus besoin de se demander comment on va construire Monopolis au cinéma. […] Ça n'a plus besoin d'être futuriste. »
Il a également été envisagé d'adapter l'oeuvre en dessin animé avec Moebius.

## Analyse de l'œuvre
Comme l’a expliqué Luc Plamondon lui-même à la télévision française (France 2) pendant le spectacle, à l’occasion des 25 ans de l’opéra rock, il y a des similitudes prophétiques entre Starmania et certains événements s'étant déroulés bien après, comme les attentats contre les tours jumelles du 11 septembre 2001, rappelant la Tour Dorée du milliardaire Zéro Janvier, que Johnny Rockfort et les Étoiles noires veulent détruire. Dans le DVD du spectacle de Marigny, la représentation physique même de Zéro Janvier fait penser à certains leaders politiques d’aujourd’hui qui possèdent les médias et savent bien en jouer. Avec ses réflexions au sujet de l’influence des manipulations médiatiques sur l’opinion publique, de l’utilisation par des politiciens de la peur pour se maintenir au pouvoir, la comédie musicale Starmania reste d’actualité,.
Cette modernité de l’œuvre plusieurs décennies après sa création tient à l'intemporalité des thèmes évoqués — célébrité, argent, pouvoir, etc. — et à des personnages ou scènes jugées parfois prémonitoires : Le Monde compare les Black Blocks qui ont manifesté lors du sommet de l'OTAN à Strasbourg en 2009 aux jumeaux des Étoiles noires qui sèment la terreur sur Monopolis, capitale de l'Occident. Dans Starmania, un président de la République épouse un sex-symbol. En 2009, France Gall déclare lors d'une interview : « Quand le président Sarkozy a épousé Carla Bruni, j'ai tout de suite pensé à l'histoire d'amour entre Zéro Janvier et Stella Spotlight, la sex-symbol. » Dans Starmania, Stella Spotlight disait à Zéro Janvier : « Moi j'suis avec toi parce que tu me fais du bien. Toi tu te sers de moi pour arriver à tes fins. »
Pour La Vie, les sujets abordés par l’œuvre demeurent d'actualité : l'histoire s'inscrit dans une société urbaine violente, où des technologies nouvelles portent atteinte à la qualité des relations humaines, tandis que les médias braquent les projecteurs sur des vedettes sans grand intérêt. Quarante ans après la création de Starmania, en 2019, la RTBF décrit l’œuvre comme « toujours moderne », car elle décrit un monde où les pauvres, méprisés par les riches, se rebellent, sabotent, et s'imposent dans les médias, ce qui rappelle le mouvement des Gilets jaunes. Pour la RTBF, le personnage de la serveuse automate poétesse Marie Jeanne a un rôle central, représentant une destinée commune : un boulot abrutissant et une difficulté à vivre dans le monde tel qu'il est. Le spectacle était prophétique, car représentant le monde d'aujourd'hui où « des humains à la dérive » « chantent leur lamento en faisant des prières punks, c’est-à-dire à la non-existence de Dieu, puisqu’ils n’y croient plus », et la RTBF estime que l'œuvre se voulait sombre comme le 1984 de George Orwell mais est finalement moins effrayante que la situation réelle en 2019.

### La mort de Cristal
Le destin tragique d'une des héroïnes a évolué au fil des mises en scène. En 1979, elle est jetée du haut de l'édifice par les gardes, alors que Marie-Jeanne et Stella Spotlight errent au milieu des ruines de la surface[citation nécessaire]. En 1988, elle est touchée par les tirs des gardes lors de la soirée au Naziland. Dans la mise en scène de Lewis Furey (1993), elle est touchée par l'explosion alors qu'elle s'échappe de la soirée avec Johnny. Dans celle de la tournée de 2000-2001, elle est étranglée par Zéro Janvier en personne. Enfin, en 2022, elle est abattue d’une balle par Sadia.

### Le Naziland
Le Naziland est une gigantesque discothèque tournante qui surplombe Monopolis, du haut de la Tour Dorée de Zéro Janvier. Le club s'inspirerait du célèbre Studio 54.[réf. nécessaire]

## Musiciens
- Les principaux musiciens ayant participé à Starmania sont ceux, habituels, à l’époque, de France Gall et Michel Berger, notamment : Michel Bernholc, claviers et direction cordes[67], André Ceccarelli, batterie[67], Claude Engel, guitare[67], Denys Lable, guitare[68], Serge Planchon, piano[67], Serge Perathoner, claviers[69], Philippe Perathoner, claviers[70], Claude Salmiéri, batterie[68], Jannick Top, basse[71], Georges Rodi, claviers et synthétiseurs[67].
- Les frères Brecker sont conviés pour l'enregistrement de l'album studio 1978 : Michael Brecker, saxophone, et Randy Brecker, trompette.
- Dominique Gastrein[72], musicien-claviériste sur scène pour Starmania 88 au Théâtre de Paris, puis au Théâtre Marigny et en tournée en France et en ex-URSS (en avril 1990), avec également Philippe Perathoner aux claviers et Michel Gaucher au saxophone, jouant en live sur des machines programmées avec Cubase sur ordinateur Atari par les directeurs musicaux, Serge Perathoner[73] et Jannick Top[73].
- À partir de la version Mogador 1994, mise en scène par Lewis Furey[74], lors des représentations publiques, le guitariste Rudy Roberts[75] est sur scène tandis que les protagonistes chantent sur une musique préenregistrée.

## Enregistrements
En 1988, une première captation live filmée est réalisée.

### Discographie
- 1978 : Starmania, version originale en studio (double LP vinyle puis CD simple[76] (80 min 35 s pour 20 morceaux)
- 1979 : Starmania, le spectacle, version originale intégrale live (coffret 4 LP puis CD double, 125 min 37 s pour 51 morceaux).
- 1980 : Starmania made in Québec, version québécoise 2 LP en studio (89 min), jamais rééditée en CD.
- 1986 : Starmania - L'opéra rock, autre version québécoise 1 LP live (47 min 05 s), jamais rééditée en CD.
- 1988 : Starmania, version live au Théâtre de Paris, 2 LP puis CD simple (72 min 02 s pour 19 morceaux ), mise en scène cette fois-ci par Luc Plamondon et Michel Berger, à l’occasion des 10 ans de Starmania.
- 1989 : Starmania - Version intégrale remixée, version intégrale live (CD double, 110 min 38 s).
- 1992 : Tycoon / Starmania (version anglaise), version anglaise en studio (CD simple, 59 min 44 s), sur un livret de Tim Rice.
- 1993 : Les Enfoirés chantent Starmania, version live (CD simple, 58 min 40 s), en hommage à Michel Berger, décédé l’année précédente.
- 1994 : Starmania - Mogador 94, version enregistrée et mixée au studio Face B à Paris (CD simple, 77 min 20 s).
- 1998 : Starmania - 20e anniversaire, version intégrale en live (CD double, 125 min 19 s).
- 2022 : Starmania - Versions play-back orchestre instrumentales, version originale en studio (CD simple 63 min 28 s pour 16 morceaux)

### Les chansons supprimées ou modifiées
Le tout premier album vinyle contient des titres qui n'ont pas été réédités. Starmania (L'Air de l'extra-terrestre) est présent sur les deux éditions québécoises ultérieures, alors que le personnage de l'extra-terrestre ne fait partie d'aucune mise en scène, sauf la production québécoise de 1980 ; c'est la raison pour laquelle Le Rêve de Stella Spotlight (« toi qui sais déjà la fin de mon histoire, emmène-moi avec toi dans le ciel... ») est raccourci par la suite. L'album contenait également le titre Paranoïa, conservé dans le spectacle au palais des Congrès de 1979 puis supprimé des versions éditées entre 1979 et 2022 dans la mesure où le personnage du Grand Gourou n’était alors plus repris dans les différentes mises en scène. L’album contenait également un final avec la version instrumentale de Monopolis. Le titre Starmania sera remplacé sur les éditions CD par SOS d'un terrien en détresse, alors que le titre Besoin d'amour interprété par France Gall sera ajouté à la liste finale des titres après la sortie de l'album. La chanson Paranoïa interprétée par Michel Berger sera la seule à être réarrangée lors de la sortie de l'album simple (pochette rose).
En dehors des aménagements de mise en scène et de la refonte totale de 1988, la chanson Duo d'adieu sera modifiée, renommée et rallongée à l'occasion du single Nos planètes se séparent en 1998. Ce single comporte en second titre une version studio remixée de Ce soir on danse interprétée par Kwin et F. Sherbourne.
Certains titres écrits et composés par Michel Berger : Au revoir Angélina, Comme des loups, et À qui donner ce que j'ai ? faisaient partie du projet originel intitulé Angélina Dumas. Cela constituait une première ossature du projet Starmania. L'album Angélina Dumas, enregistré à Los Angeles, n'est jamais sorti, Michel Berger trouvant le travail insuffisamment abouti, notamment au niveau des textes. France Gall appréciait la chanteuse québécoise Diane Dufresne et la qualité des textes de ses chansons écrites par un certain Luc Plamondon. C'est comme cela que Michel Berger a pris un premier contact par téléphone avec Luc Plamondon (en le réveillant à cinq heures du matin, heure locale au Québec) pour lui proposer d'écrire le livret de la comédie musicale.

### DVD du spectacle
- Starmania, intégrale live de la deuxième version 1988-1989 (Warner Vision), seule version commercialisée à ce jour en DVD, parue en 2000 après remastérisation. La VHS date quant à elle de 1989.
- Il existe aussi un enregistrement privé (non commercialisé) en public au Zénith de Lille le 29 avril 2000, en présence de Luc Plamondon, Lewis Furey (metteur en scène) et Eduardo Torroja (chorégraphe), remis en « souvenir » aux artistes présents lors de cette saison[77].

## Distinctions

### Gala de l'ADISQ

#### Gala artistique
| Année | Catégorie                                       | Pour                                                          | Résultat   |
| ----- | ----------------------------------------------- | ------------------------------------------------------------- | ---------- |
| 1979  | chanson de l'année                              | Le blues du businessman (pour Michel Berger et Luc Plamondon) | lauréat    |
| 1979  | chanson de l'année                              | Le monde est stone (pour Michel Berger et Luc Plamondon)      | nomination |
| 1979  | disque de l'année / coproduction                | Starmania                                                     | lauréat    |
| 1981  | microsillon de l'année                          | Starmania made in Québec                                      | nomination |
| 1981  | microsillon de l'année - rock                   | Starmania made in Québec                                      | lauréat    |
| 1981  | spectacle de l'année - musique et chansons      | Starmania made in Québec                                      | lauréat    |
| 1987  | spectacle de l'année - musique et chansons rock | Starmania                                                     | nomination |
| 1994  | spectacle de l'année - interprète               | Starmania - Mogador 94                                        | lauréat    |

#### Gala industriel
| Année | Catégorie                         | Pour                                     | Résultat   |
| ----- | --------------------------------- | ---------------------------------------- | ---------- |
| 1987  | concepteur éclairage de l'année   | Claude Girard pour Starmania             | nomination |
| 1987  | metteur en scène de l'année       | Claude Girard pour Starmania             | nomination |
| 1987  | scénographie de l'année           | Claude Girard pour Starmania             | nomination |
| 1987  | sonorisateur de l'année           | Harvey Robitaille pour Starmania         | nomination |
| 1994  | concepteur d'éclairage de l'année | Alain Lortie pour Starmania - Mogador 94 | nomination |
| 1994  | metteur en scène de l'année       | Lewis Furey pour Starmania - Mogador 94  | lauréat    |

### Victoires de la musique
| Année | Catégorie                    | Pour                         | Résultat |
| ----- | ---------------------------- | ---------------------------- | -------- |
| 1994  | spectacle musical de l'année | Starmania au théâtre Mogador | lauréat  |

### Les Trophées de la comédie musicale
| Année | Cérémonie                                | Catégorie                             | Pour                                                                                     | Résultat   |
| ----- | ---------------------------------------- | ------------------------------------- | ---------------------------------------------------------------------------------------- | ---------- |
| 2023  | Les Trophées de la comédie musicale 2023 | Comédie musicale de l'année           | Starmania à la Seine Musicale                                                            | lauréat    |
| 2023  | Les Trophées de la comédie musicale 2023 | Artiste féminine                      | Maag                                                                                     | lauréat    |
| 2023  | Les Trophées de la comédie musicale 2023 | Artiste masculin                      | Côme                                                                                     | nomination |
| 2023  | Les Trophées de la comédie musicale 2023 | Second rôle féminin                   | Manet-Miriam Baghdassarian                                                               | nomination |
| 2023  | Les Trophées de la comédie musicale 2023 | Second rôle féminin                   | Malaika Lacy                                                                             | nomination |
| 2023  | Les Trophées de la comédie musicale 2023 | Second rôle masculin                  | Adrien Fruit                                                                             | lauréat    |
| 2023  | Les Trophées de la comédie musicale 2023 | Révélation masculine                  | Alex Montembault                                                                         | lauréat    |
| 2023  | Les Trophées de la comédie musicale 2023 | Révélation masculine                  | David Latulippe                                                                          | nomination |
| 2023  | Les Trophées de la comédie musicale 2023 | Mise en scène                         | Thomas Jolly                                                                             | lauréat    |
| 2023  | Les Trophées de la comédie musicale 2023 | Chorégraphie                          | Sidi Larbi Cherkaoui                                                                     | nomination |
| 2023  | Les Trophées de la comédie musicale 2023 | Scénographie                          | Emmanuel Favre, Thomas Dechandon, Guillaume Cottet, Guillaume Marien, Nina-Lou Giachetti | lauréats   |
| 2023  | Les Trophées de la comédie musicale 2023 | Création Costumes de Comédie Musicale | Léo Buchet et Nicolas Ghesquière                                                         | nomination |
| 2023  | Les Trophées de la comédie musicale 2023 | Trophée du public                     | Starmania à la Seine Musicale                                                            | nomination |

### Nuit des Molières
| Année | Cérémonie     | Catégorie                                 | Pour | Résultat |
| ----- | ------------- | ----------------------------------------- | --- | -------- |
| 2023  | Molières 2023 | Molière du spectacle musical              | Starmania à la Seine Musicale | lauréat  |
| 2023  | Molières 2023 | Molière de la création visuelle et sonore | Mise en scène Thomas Jolly, chorégraphie Sidi Larbi Cherkaoui, direction musicale Victor Le Masne, décors Emmanuelle Favre, scénographie Emmanuelle Favre, costumes Nicolas Ghesquière, lumière Thomas Dechandon, vidéo Guillaume Cottet, musique Michel Berger, son Madje Malki - La Seine Musicale | lauréat  |

### Récompenses diverses
| Année | Cérémonie                          | Catégorie                | Pour                          | Résultat |
| ----- | ---------------------------------- | ------------------------ | ----------------------------- | -------- |
| 2023  | Q d'or - la cérémonie de Quotidien | Q d'or 2023 du spectacle | Starmania à la Seine Musicale | lauréat  |

### Certifications
| Année | Album                        | Certification | Pays/Association | Ventes/Équivalence |
| ----- | ---------------------------- | ------------- | ---------------- | ------------------ |
| 1979  | Starmania                    | or            | France (SNEP)    | 100 000            |
| 1988  | Starmania 88                 | or            | France (SNEP)    | 100 000            |
| 1993  | Starmania                    | diamant       | France (SNEP)    | 1 000 000          |
| 1994  | Starmania - Mogador 94       | or            | France (SNEP)    | 100 000            |
| 1995  | Starmania - Mogador 94       | platine       | France (SNEP)    | 300 000            |
| 1998  | Starmania 20ème anniversaire | or            | France (SNEP)    | 100 000            |

## Ventes
En 2018, Le Monde affirme que l'album s'est vendu à 3 millions d'exemplaires depuis 1978. En 2019, La Vie indique que le disque est classé parmi les 10 meilleures ventes francophones de tous les temps. En 2020, France info estime que l'album s'est vendu à plus de 5 millions d'exemplaires.

### Documentaire
- 2017 : Starmania, l'opéra rock qui défie le temps, réalisé par Olivier Amiot, texte de et lu par Thomas Snégaroff, 113 min.